# عنکبوت‌های بیوه
عنکبوت بیوه سیاه (نام علمی: Latrodectus) نام یک سرده از تیره عنکبوت‌های پاشانه‌ای است. بیوه سیاه بعد از جفت‌گیری حیوان نر را تا لانه اش دنبال می‌کند. بیوه‌های سیاه جزو عنکبوتیان زهردار هستند. آن‌ها جزو گروه حشرات نیستند، چون برخلاف حشرات ۶ پا ندارند. زهر این عنکبوت ۱۵ برابر مرگبارتر از زهر مار زنگی است.

## نحوه تشخیص
جنس ماده این عنکبوت، اندازه‌ای بین ۸–۳۶ میلی‌متر دارد و از روی علامتی شبیه ساعت شنی که روی شکمش است شناخته می‌شود. با علامت شبیه به ساعت شنی قرمز یا نارنجی که بر روی شکم سیاه و گرد و براقش است، به راحتی تشخیص داده می‌شود.
جنس نر، به رنگ سیاه، قهوه‌ای یا خاکستری و با لکه‌های قرمز، زرد، نارنجی کوچک روی شکمش، تشخیص داده می‌شود و اندازه‌ای بین ۴–۱۲ میلی‌متر دارد.

## تولید مثل
بیوه‌های سیاه ماده و نر بالغ، به تنهایی زندگی می‌کنند و تنها برای تولید مثل همدیگر را ملاقات می‌کنند. بیوه‌های سیاه ماده تقریباً ۲۰۰ تخم می‌گذارند. تخم‌ها برای ۲۰ روز در یک کیسهٔ کاغذی گرد و کوچک که آویزان به تار مادر است می‌مانند و بعد از این که از تخم بیرون آمدند بچه عنکبوت‌ها بیش از یک ماه در یک پیله می‌مانند.
جفتگیری در این نوع با جفتگیری در دیگر گونه‌های بیوه سیاه مشابه است، عنکبوت نر دور خودش می‌چرخد و اسپرم‌ها را در اسپرم وب (Sperm web) قرار می‌دهد، عضو تناسلی جنس نر پر از اسپرم می‌شود، و سپس او لانه را برای یافتن عنکبوت ماده ترک می‌کند.

## محل زندگی
بیوه سیاه در چراگاه‌ها، طویله‌ها، دشت‌ها، کوهستان و در مزارع، زیر صخره‌ها و در زیر ساقه‌های خشک گندم و گیاهان دیده می‌شود؛ هر چند باید گفت در موارد زیادی در ساختمان‌های مسکونی مخصوصاً به انباری‌های خنک و نمور هم راه پیدا می‌کنند.

## علائم گزیدگی بیوه سیاه
بروز استفراغ، درد در محل گزیدگی، لرز، اختلالات تنفسی و کلیوی، تعریق، خستگی مفرط، درد شکمی، فلج شدن یا بی‌حسی عمومی از علائم گزیدگی این عنکبوت هستند.
در صورت برخورد با این عنکبوت و گزیدگی توسط آن، اولین کار برای نجات فرد مسموم این است که محل گزش را با استفاده از یک ماده ضدعفونی‌کننده شستشو دهید تا عفونت گسترش پیدا نکند. شخصی که توسط این عنکبوت گزیده می‌شود ممکن است فوراً متوجه نشود و در این گزیدگی‌ها درد به مرور زمان احساس می‌شود و محل گزش بعد از ۴۰–۳۰ دقیقه مشخص شده و ورم خواهد کرد و درد شدیدی خواهد داشت. پس محل زخم را با آب و صابون بشویید و برای جلوگیری از انتشار زهر عنکبوت یک بسته یخ روی زخم بگذارید. اما قبل از این که مسمومیت بیمار شدت پیدا کند باید بیمار را به اولین مرکز درمانی برسانید.
خوشبختانه پادزهر این عنکبوت در ایران تولید می‌شود و بیشتر مراکز درمانی در مناطق پرخطر به این پادزهر دسترسی دارند.

## انتخاب نام بیوه برای این عنکبوت
چون جنس ماده این نوع از عنکبوت پس از جفت‌گیری شریک مذکر خود را می‌کشد، این نام بر روی آن گذاشته شده است.
این کار بعد از تخمگذاری به دو دلیل انجام می‌شود:
۱: چون پس از بارداری به شدت گرسنه می‌شود
۲: برای انتقال ژن یا دی‌ان‌ای از جنس مذکر به فرزندان خود، شریکش را به عنوان طعمه برای خود می‌پندارد.